# Chad Greenway
(en) Statistiques sur pro-football-reference
Pour les articles homonymes, voir Greenway.
Chad Greenway (né le 12 janvier 1983 à Mount Vernon) est un joueur américain de football américain. 

## Enfance
Il remporte deux championnats du Dakota du Sud avec son lycée et bat le record de points pour le lycée de Mount Vernon.

## Carrière

### Université
Greenway arrive à l'université de l'Iowa en 2001, effectuant la traditionnelle année de redshirt. En 2002, il subit une blessure au genou qui l'oblige à se faire opérer et à rater les quatre premiers matchs de la saison. La saison suivante, il débute tous les matchs de la saison comme outside linebacker ; le match de cette saison contre l'université d'État de l'Arizona lui permet de remporter le titre de co-joueur défensif de la semaine pour la conférence Big 10. 
En 2004, il est nommé dans l'équipe de la saison All-American par le Pro Football Weekly et dans l'équipe de la saison pour la conférence Big Ten. Pour sa dernière année, il est nommé All-American lors de la pré-saison et est nommé second au classement des outside linebacker au niveau national par The Sporting News

### Professionnel
Chad Greenway est sélectionné au premier tour du draft de la NFL de 2006 par les Vikings du Minnesota au dix-septième choix. Lors du camp d'entrainement, il est nommé second linebacker. Lors du premier match de pré-saison, contre les Raiders d'Oakland, il se blesse gravement lors du kick return et manque la saison 2006.
Le 9 septembre 2007, Greenway fait son premier match officiel en NFL contre les Falcons d'Atlanta où il effectue dix tacles. Il termine sa première saison en NFL avec 105 tacles, deux provocations de fumble et deux interceptions, dont qu'il retourne en touchdown de trente-sept yards. Lors de la saison suivante, il s'impose dans les défense des Vikings, faisant 115 tacles (meilleur tacleur de l'équipe), 5,5 sacks et cinq passes déviées. Lors de la saison 2009, il fait trois interceptions et six passes déviées. En 2010, il est toujours un des meilleurs tacleurs de l'équipe malgré des statistiques en baisse.
Au début du mois de septembre 2011, le contrat de Greenway est prolongé avec les Vikings du Minnesota. Il reste un élément important de cette équipe. 
Le 5 octobre 2012, il est condamné à vingt-et-un mille dollars d'amende pour rudesse excessive et non nécessaire, envers Calvin Johnson, lors d'un match contre les Lions de Detroit.